# Mnesampela comarcha
Mnesampela comarcha är en fjärilsart som beskrevs av Guest 1887. Mnesampela comarcha ingår i släktet Mnesampela och familjen mätare. Inga underarter finns listade i Catalogue of Life.